# Anne Dudley
Anne Jennifer Beckingham ou Anne Dudley (Chantam, Kent, Inglaterra, 7 de Maio de 1956) é uma compositora britânica de música pop nos anos 80. 

## Cinema
Em 1989, Anne Dudley fez uma colaboração com o realizador de origem alemã Carl Schenkel no filme: O Mistério das Caraíbas (The Mighty Quinn) (1989) com Denzel Washington e Robert Townsend e três anos depois com a parceria Dudley/Schenkel fez trilhas o filme Jogada para a Morte (Knight Moves) (1992) com Christopher Lambert e Diane Lane. 
Em 1998, Anne Dudley compôs para o filme de drama familiar América Proibida (American History X) (1998) com Edward Norton e Edward Furlong.